# Paterson
Paterson – miasto w Stanach Zjednoczonych, w stanie New Jersey (siedziba hrabstwa Passaic), nad rzeką Passaic, w regionie metropolitalnym Nowego Jorku. Według spisu ludności z 2010 roku Paterson zamieszkiwało 145 tys. mieszkańców.
W filmie Jima Jarmuscha „Paterson” akcja dzieje się w tymże mieście.
W Paterson urodzili się:
- Lou Costello (1906-1959) – aktor,
- Frank Lautenberg (1924-2013) – polityk, senator ze stanu New Jersey.
- Fetty Wap (1991) - Raper.

W mieście rozwinął się przemysł maszynowy, włókienniczy, papierniczy oraz elektroniczny.